# Ливорно (футбольный клуб)
«Ливо́рно» (итал. Associazione Sportiva Livorno Calcio SrL) — итальянский футбольный клуб из одноимённого города, основанный в 1915 году. Высшее достижение команды — 2-е место в сезонах 1919/20 и 1942/43.

## История
С момента своего основания в 1915 году «Ливорно» выступал в высшем дивизионе чемпионата Италии. В сезоне 1919/20 команда завоевала серебряные медали, уступив в финале миланскому «Интеру». После образования Серии А в 1929 году «Ливорно» оставался одним из ведущих клубов Италии, но повторить свой успех 1920 года команде удалось только в сезоне 1942/43, когда «Ливорно» уступил только непобедимому в то время «Торино». После Второй мировой войны клуб выступал крайне неудачно и в 1949 году покинул Серию А. Последующие десятилетия клуб в основном провёл в Серии C.
В 1991 году «Ливорно» был лишён профессионального статуса. Однако по сути вновь созданному клубу потребовалось всего 13 лет на преодоление пути из шестого дивизиона в Серию А. В своём первом сезоне в элите после долгого перерыва «Ливорно» занял 9 место, а лучшим бомбардиром стал нападающий этого клуба Кристиано Лукарелли. В сезоне 2005/06 команде удалось повторить своё достижение предыдущего сезона. Более того, благодаря дисквалификации «Ювентуса», «Милана» и «Лацио» «Ливорно» получил право играть в Кубке УЕФА, где дошёл до 1/16 финала.
14 апреля 2012 года в выездном матче 35 тура Серии B против «Пескары» (0:2), погиб игрок «Ливорно» Пьермарио Морозини. Это случилось в первом тайме на 31 минуте игры, он потерял сознание и упал на газон и не смог встать самостоятельно. Морозини был арендован зимой 2012 года у «Удинезе». В память о Морозини «Ливорно» пожизненно закрепило за ним 25 номер, под которым он играл.
По итогам сезона 2011/12 «Ливорно» занял место во второй половине турнирной таблице. Команда из Тосканы довольствовалась лишь 17 строчкой, чудом избежав стыковых матчей за право остаться в Серии В.
В 2014 году «Ливорно» вновь понизился в классе до Серии В. Клуб так же продал своего лидера Паулиньо за 8 миллионов евро, что позволило перекрыть финансовые потери. В 2016 году команда вновь вылетела в Серию С, но спустя два года вернулась во второй дивизион.
По результатам сезона 2019-20 «Ливорно» занял последнее место в чемпионате, что привело к вылету в Серию С. По итогам сезона 2020-21 «Ливорно» занял последнее место в Серии C, а многолетние долги вынудили клуб начать процедуру банкротства и ликвидации.

## Количество сезонов по дивизионам
| Дивизион | Количество сезонов | Дебют   | Последний сезон |
| A        | 29                 | 1919/20 | 2013/14         |
| B        | 24                 | 1931/32 | 2014/15         |
| C        | 39                 | 1952/53 | 2001/02         |
| D        | 1                  | 1992/93 | 1992/93         |

## Тренерский штаб
| Должность                  | Имя                 |
| -------------------------- | ------------------- |
| Главный тренер             | Марко Амелия        |
| Ассистент главного тренера | Джулиано Ламма      |
| Тренер по физ. подготовке  | Алессандро Чиуллини |
| Тренер вратарей            | Никола Барассо      |
| Доктор                     | Маттео Донадей      |
| Физиотерапевт              | Маттео Грацини      |
| Физиотерапевт              | Федерико Пичетти    |

## Ультрас
Ультрас «Ливорно» известны своей приверженностью к левым политическим идеям и жестоким, часто выливающимся в насилие, противостоянием с ультрас клубов «правого крыла», такими, как «Лацио», «Интернационале», «Верона», «Милан» и с некоторыми бригадами ультрас «Ромы». На домашней трибуне широко используется коммунистическая и анархистская символика, очень популярными являются изображения Сталина и Че Гевары.